# 九五式装甲軌道車
九五式装甲軌道車（95しきそうこうきどうしゃ）とは、大日本帝国陸軍が1935年（昭和10年）に採用した鉄道用装甲車。軌道走行用の鉄輪のほかに無限軌道を備え、軌道外走行も可能だった。略称はソキ（「装甲」と「軌道」の頭文字）。

## 開発

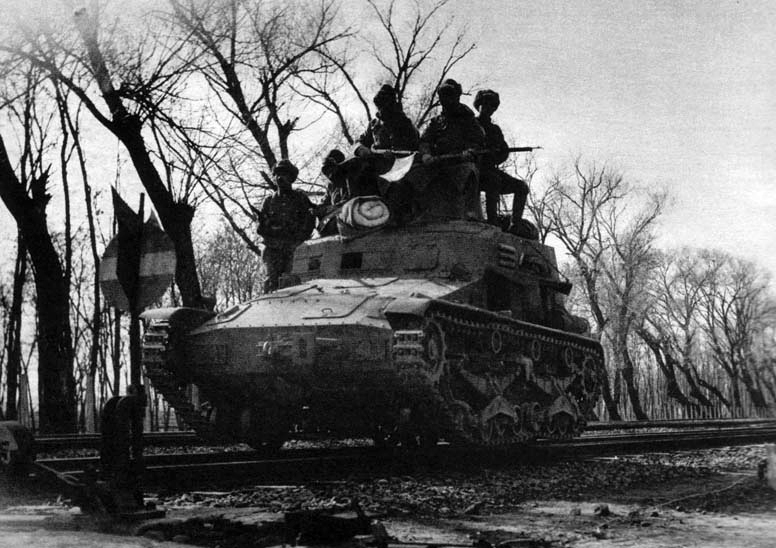
九五式装甲軌道車 乗組員と

工兵の装備として、南満州鉄道警備のために開発が始まった。設計と試作を行ったのは東京瓦斯電気工業で、1935年に試作車が完成し、その後に制式採用された。開発時から秘密兵器扱いとされ、写真は検閲での不許可対象だった。
本質は鉄道車両であり、軌道走行用に本格的な機構を備えていた。2軸4輪の鉄輪を車体下部に有する。レール幅の異なる大陸方面での使用を考慮し、狭軌（1067mm）・標準軌（1435mm）・広軌（1524mm）のいずれにも対応できた。九一式軽貨車の牽引をすることもできる。
本車の最大の特色は、軌道外走行用に無限軌道を備えていることである。軌道上と軌道外を走行可能な装輪装甲車は各国に見られ、日本陸軍でも九一式広軌牽引車がすでに存在していたが、装軌装甲車型で量産されたのは世界で唯一である。軌道走行時には邪魔にならないよう履帯は吊り上げられ、軌道外走行時には逆に鉄輪を上方に収容して行動した。切り替え作業は車内からの操作でも可能で、所要時間は軌道からの離脱には1分間、軌道への復帰にも車外の誘導があれば3分間の短時間で済んだ。
外形は戦車に類似している。装甲は小銃弾に堪える程度の軽度なものである。砲塔を有するが固有武装は無く、必要に応じて十一年式軽機関銃などを装着した。固有武装が無いのは、戦車を所管する歩兵科から、固有武装を積むのならば戦車であり工兵車両としては認められないとの反対意見が出されたためである。なお、こうした兵科間のセクショナリズムはしばしば起きるもので、日本陸軍の場合は装甲作業機などの他の装甲車両開発についても問題となった。
派生車両として、クレーンを装備した鉄道工作車が開発されている。

## 実戦配備
本車は東京瓦斯電気工業のほか、三菱重工業で生産が行われ、計121両が完成した。
各鉄道連隊に配備され、日中戦争中から実戦参加した。鉄道警備や、場合によっては鉄道沿いの侵攻作戦にも使用された。迅速な野外機動が可能な特性を生かして、先遣車両として活動することもあった。太平洋戦争中には少数がビルマ戦線にも投入されている。
第二次世界大戦後に中国軍が接収し、北京市の中国人民革命軍事博物館に八路軍のマーキングが施された1両が保存展示されている。アメリカ軍も1両を研究資材として持ち帰っている。また、ロシアのクビンカ戦車博物館にも1両が保存展示されている。